# Straßenbahn Wien Type K
Die Type K (auch als K-Wagen bezeichnet) war eine der stückzahlmäßig größten Wagentypen in Wien und prägte über Jahrzehnte das Bild der Wiener Straßenbahn. Die Type umfasste 262 Fahrzeuge, die von 1912 bis 1972 in Dienst standen.

## Technische Daten
Der hölzerne, mit Blech verkleidete Wagenkasten besaß erstmals in Wien ein Tonnendach. Seitlich sorgten je acht Lüftungsklappen oberhalb der Fenster für eine gute Durchlüftung des Fahrgastraumes. Der Einstieg erfolgte über je vier Klapptüren auf den (geschlossenen) Plattformen, der Fahrgastraum bot 22 Sitzplätze in Abteilanordnung. Im Winter konnte mittels eines zweiten Satzes Widerstände der Innenraum beheizt werden. Der Wagenkasten stützte sich über Blattfedern und die Achslager direkt auf die beiden Lenkachsen mit einem Achsstand von 3,6 Metern ab.
Der Antrieb erfolgte über zwei Tatzlagermotoren, die Steuerung erfolgte durch je einen Schleifringfahrschalter von AEG Type B54v mit 12 Fahr- und 7 Bremsstufen auf den Plattformen. Neben einem Lyrabügel auf dem Dach besaßen die Wagen in der Anfangszeit auch Kontaktschiffchen für den damals auf einigen Straßen Wiens betriebenen Unterleitungsbetrieb. Die Widerstände befanden sich anfangs unter dem Wagenboden, wurden jedoch im Zuge späterer Umbauten auf das Dach verlegt. Bei diesen Gelegenheiten erhielten die Fahrzeuge auch Umbauten am Wagenkasten (glatte Seitenwände), gummigefasste Stirnfenster aus Sicherheitsglas, Schienenbremsen und ELIN-Vielfachkupplungssteckdose.
Mehrere Triebwagen dienten als Erprobungsträger für Scherenstromabnehmer und Druckluftbremsen für die Wiener Elektrische Stadtbahn. Die auf den Linien 60 und 62 eingesetzten Triebwagen trugen ab Mitte der 1920er Jahre zeitweise Lyrabügel mit hölzernen Seitenteilen, um den Sendebetrieb der RAVAG auf dem Rosenhügel nicht zu stören.

## Geschichte
Die insgesamt 262 Triebwagen wurden von den Waggonfabriken in Graz, Simmering, Stauding und Nesselsdorf, sowie der Hauptwerkstätte der Wiener Straßenbahn gebaut. Durch ihr Aussehen und ihre Verbreitung wurden die K zu den prägenden Triebwagen der Wiener Straßenbahn. Der erste Einsatz der K-Triebwagen erfolgte am 16. September 1912 vom Betriebsbahnhof Wienzeile auf der Linie 57.
Die Fahrzeuge wurden im Laufe ihrer langen Einsatzdauer mehrmals modernisiert und kamen auf allen Wiener Straßenbahnstrecken zum Einsatz. Im Zweiten Weltkrieg waren lediglich fünf Triebwagen als Totalverlust abzuschreiben, die restlichen Stück konnten – obwohl zum Teil in sehr schlechtem Zustand – revitalisiert werden. Ab 1947 erhielten die Triebwagen im Zuge von Instandsetzungen neue vereinfachte Wagenkästen aus Holz. Diese wurden von der Hauptwerkstätte, Gräf & Stift in Wien-Liesing und den Lohnerwerken in Floridsdorf gefertigt.
Die Triebwagen waren stark genug, um zwei mittelschwere oder einen schwereren Beiwagen zu befördern. Ab 1956 wurden sie teilweise auch als so genannte „halbstarke Garnituren“ mit einem modernen vierachsigen Großraumbeiwagen der Typen c2 oder c3, die dazu entsprechend ausgerüstet wurden, eingesetzt. Zwei Triebwagen dieser Type waren am 2. August 1960 am Straßenbahnunglück von Wien-Döbling beteiligt und wurden dabei zerstört. Durch die zerbrochenen Holzwagenkästen gab es viele Tote und Verletzte.
Im Zuge der Modernisierung des Wagenparks und zahlreicher Streckeneinstellungen in den Jahren um 1970 wurden die zunehmend altersschwachen K-Triebwagen schließlich entbehrlich. Der letzte Einsatz erfolgte am 22. Dezember 1972 auf der Linie 31/5 vom Betriebsbahnhof Floridsdorf aus. Zahlreiche Fahrzeuge wurden in Folge zu Hilfs- und Arbeitswagen umgebaut und insgesamt 11 Triebwagen sind noch als (teilweise) betriebsfähige Museumsfahrzeuge vorhanden.

## Galerie

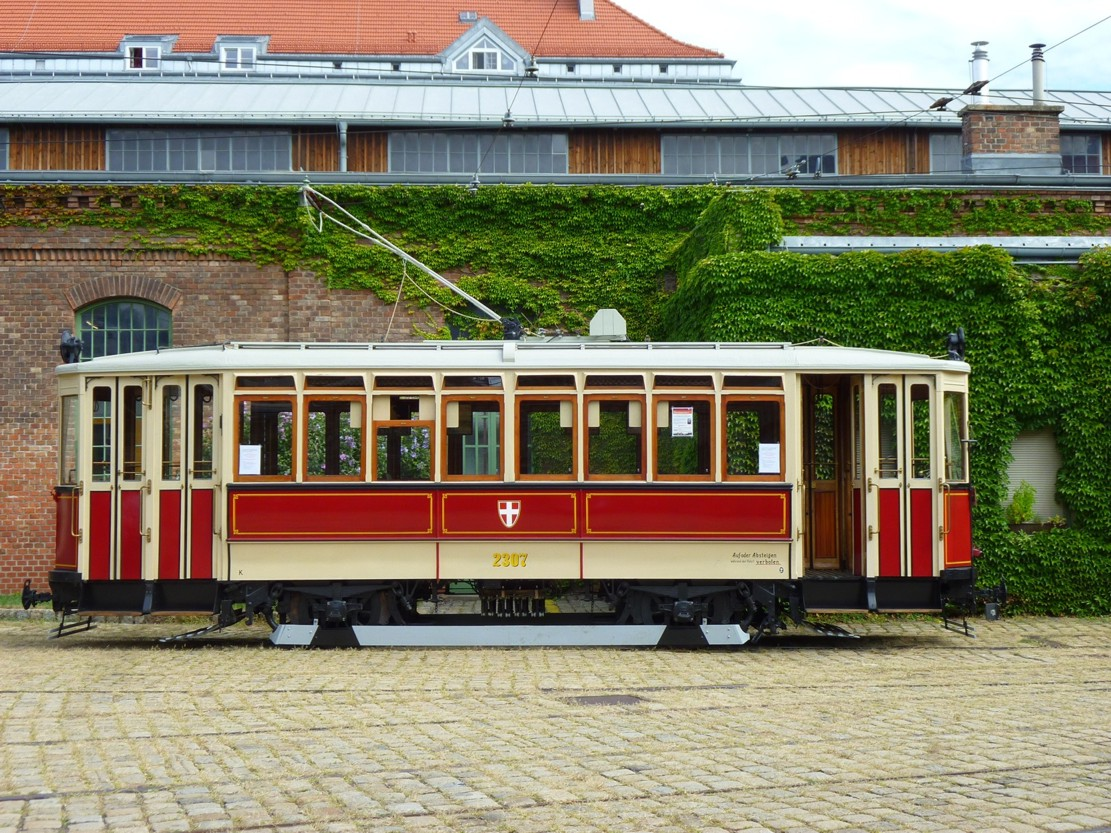
Seitenansicht des K 2307 (Stauding 1912)
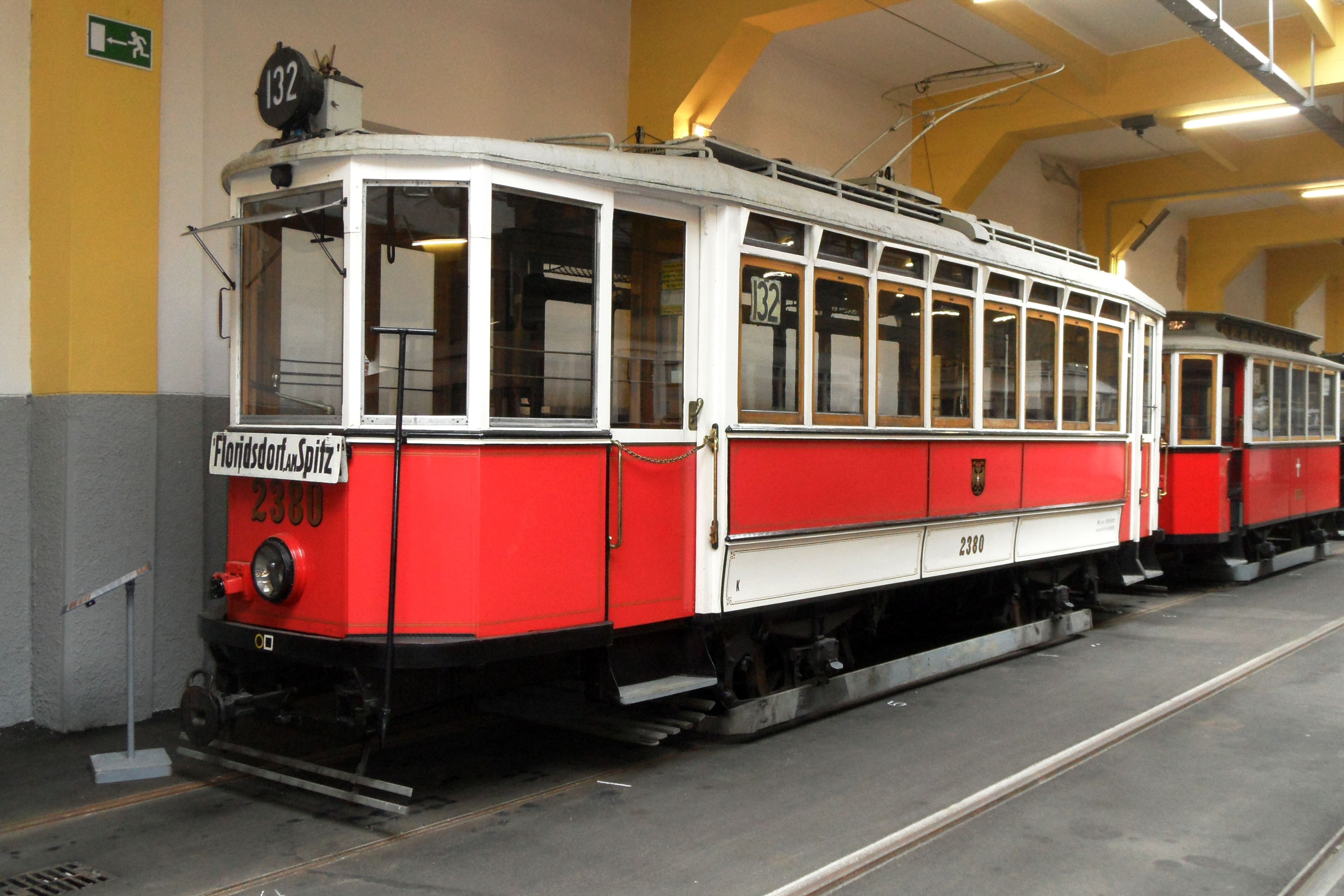
K 2380 im Wiener Straßenbahnmuseum im Betriebszustand von 1920
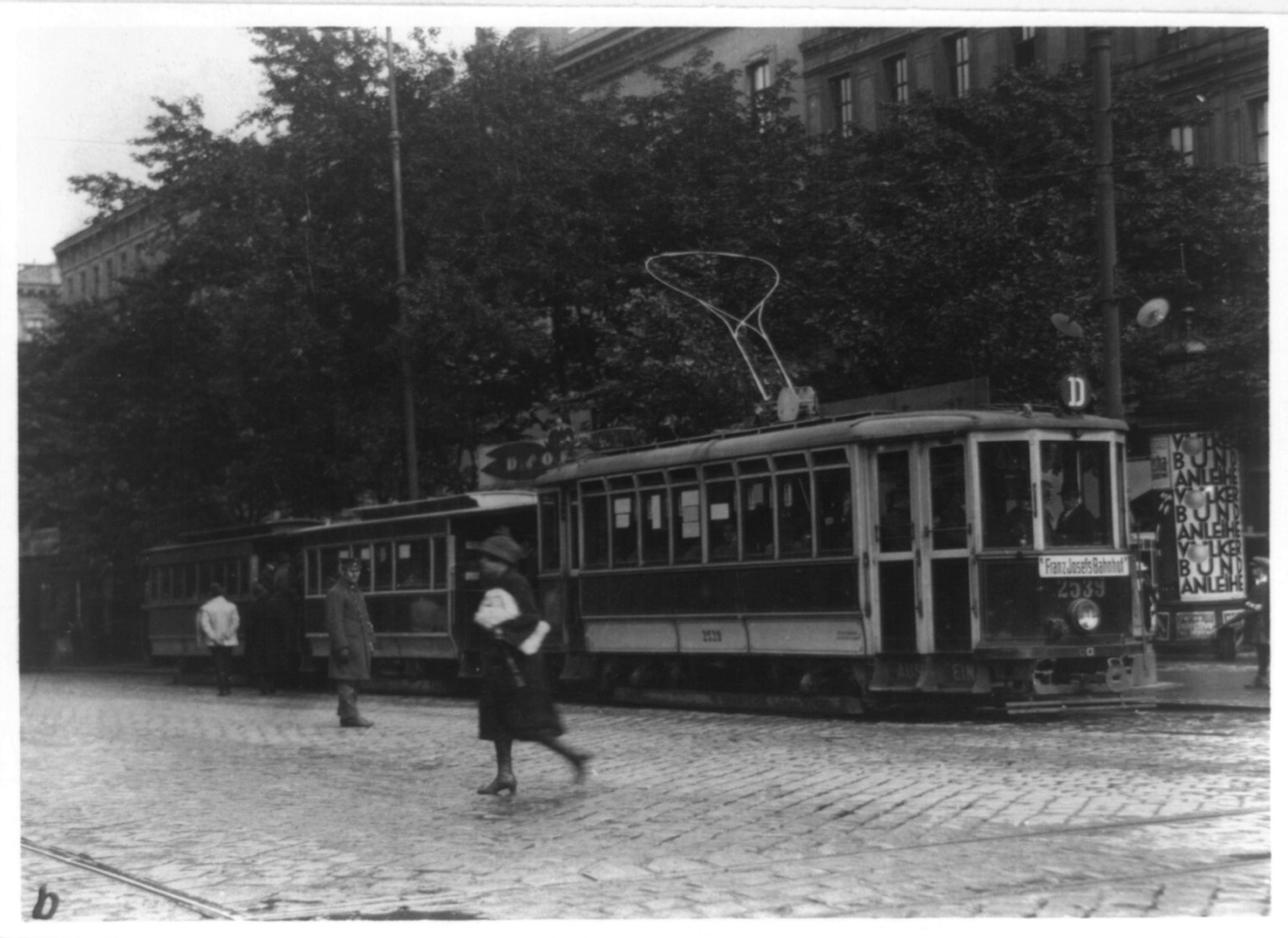
K 2539 im Jahre 1923
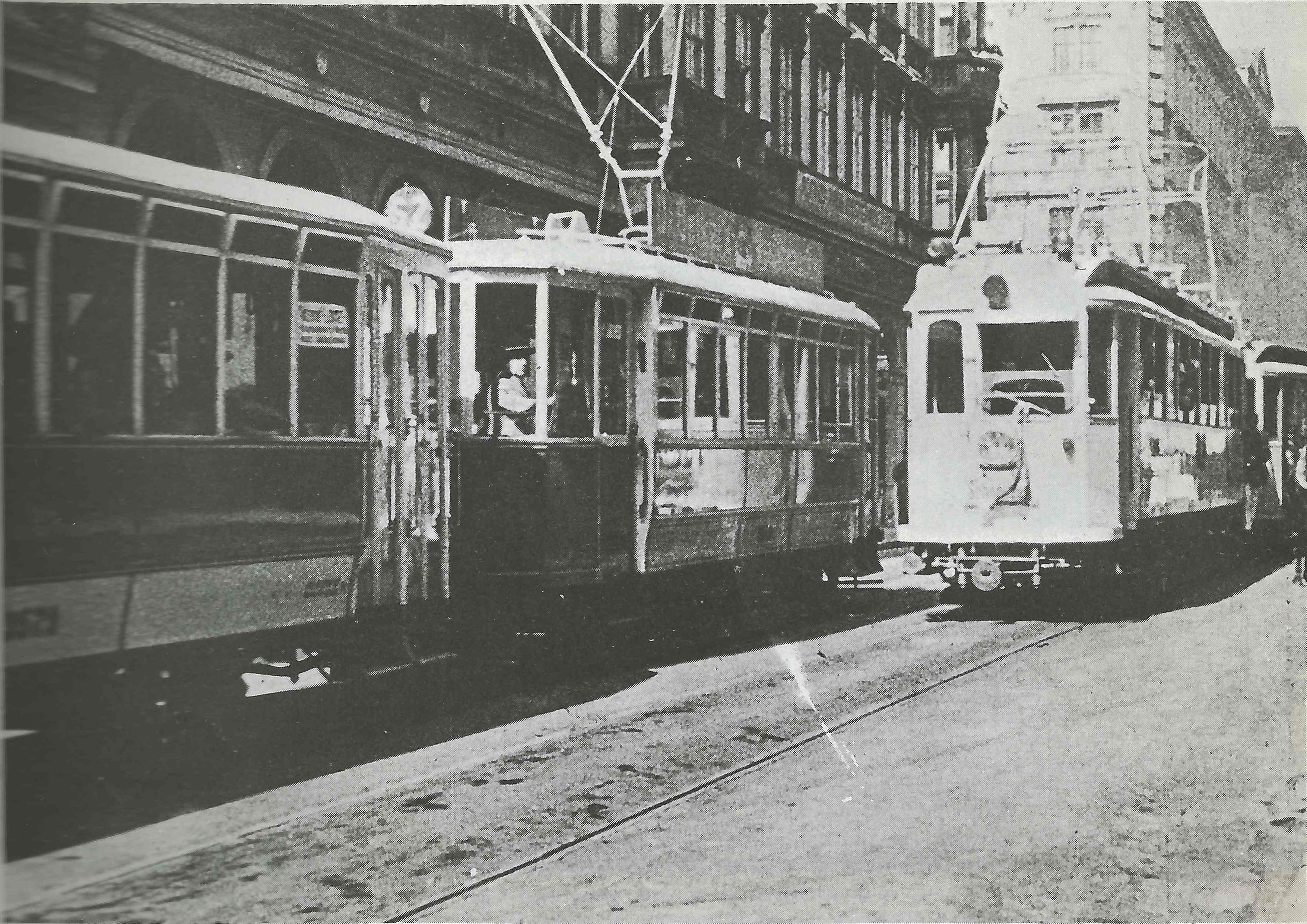
K-Triebwagen mit hölzernem Bügel zur Funkentstörung (1925)
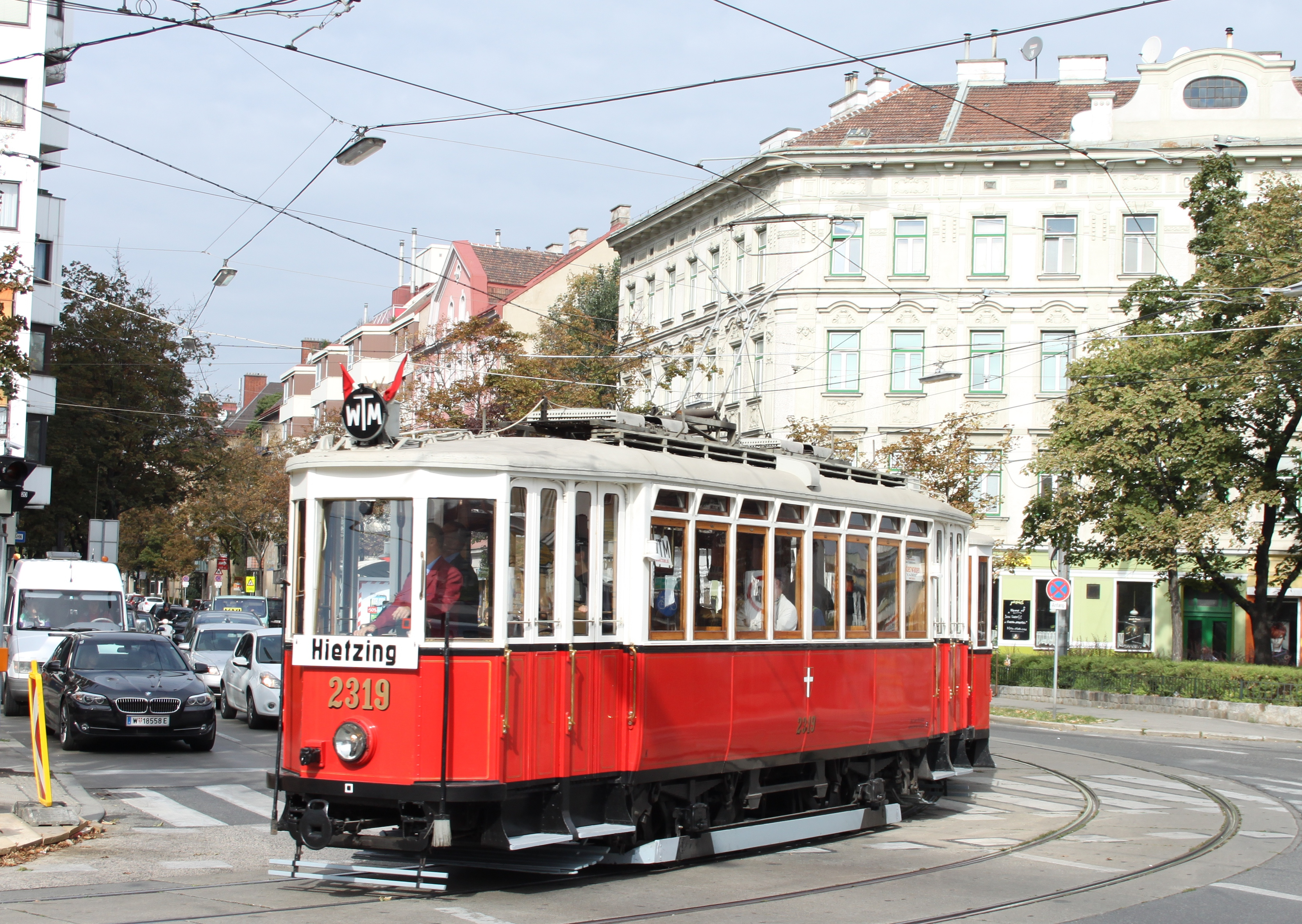
K 2319 des Vereins Wiener Tramwaymuseum
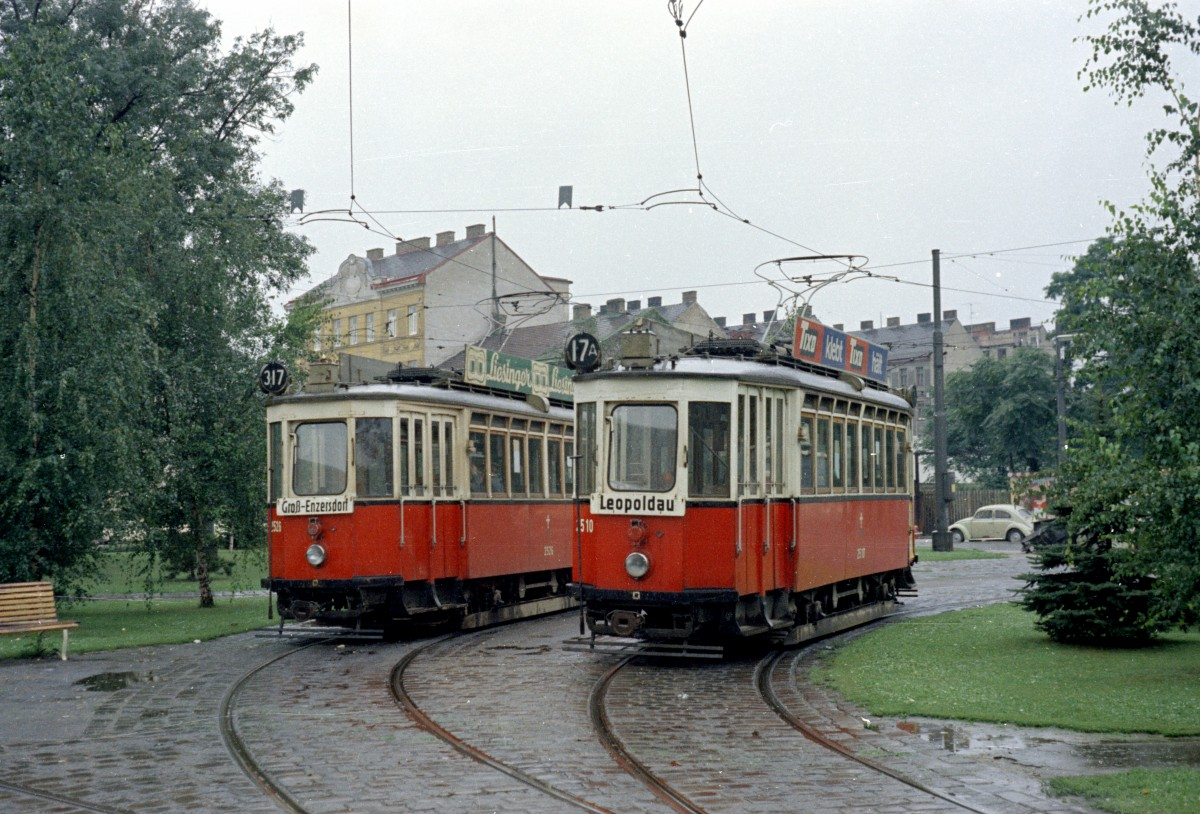
K-Triebwagen im Letztzustand in Floridsdorf (1969)
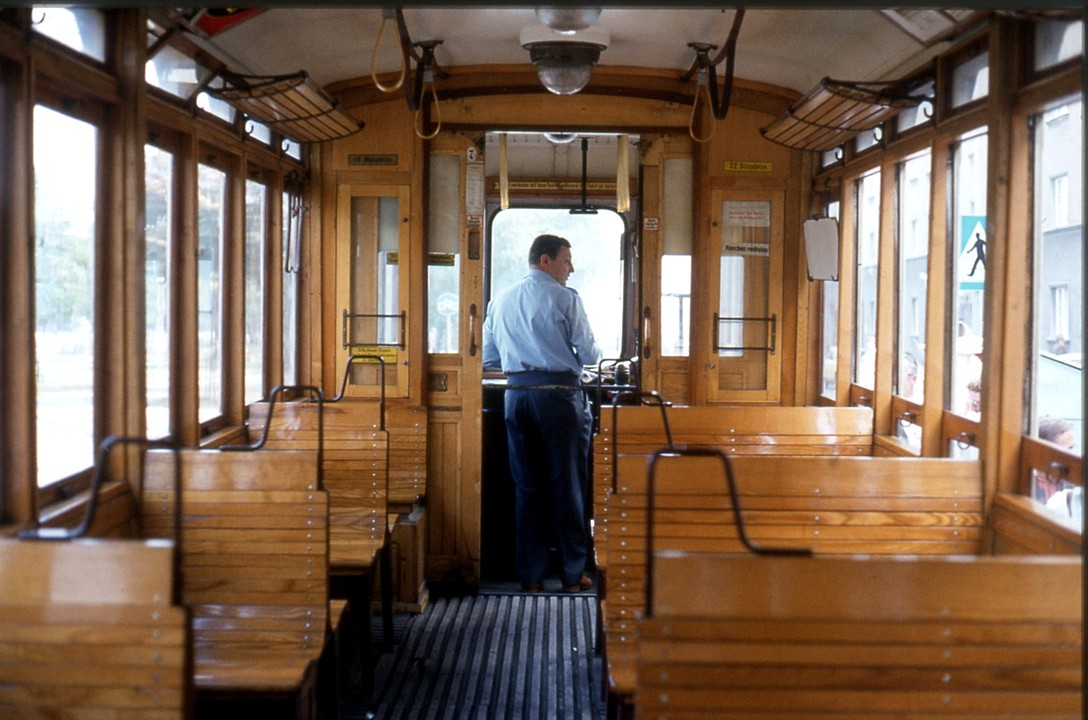
Innenraum des K 2319
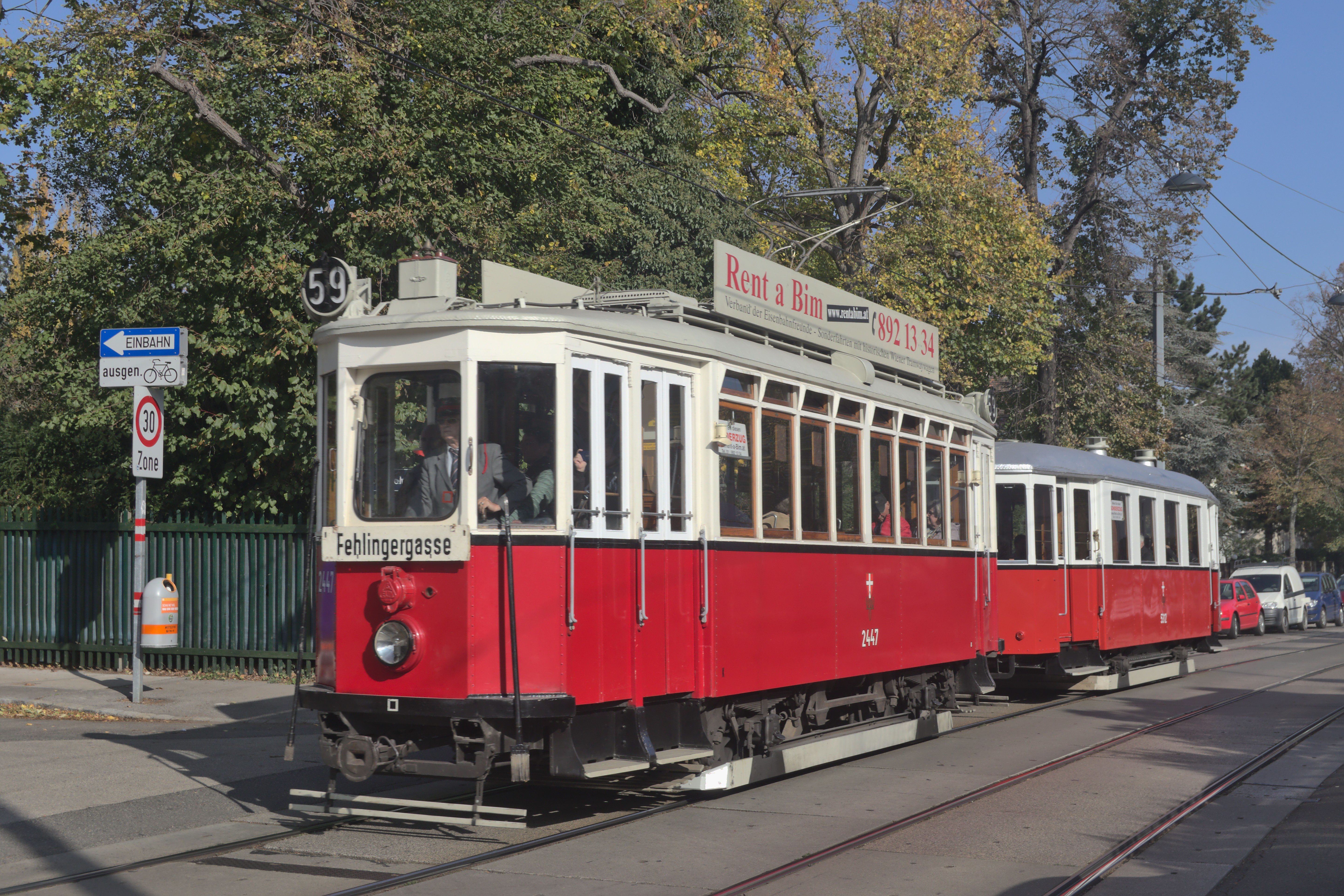
K 2447 im Letztzustand
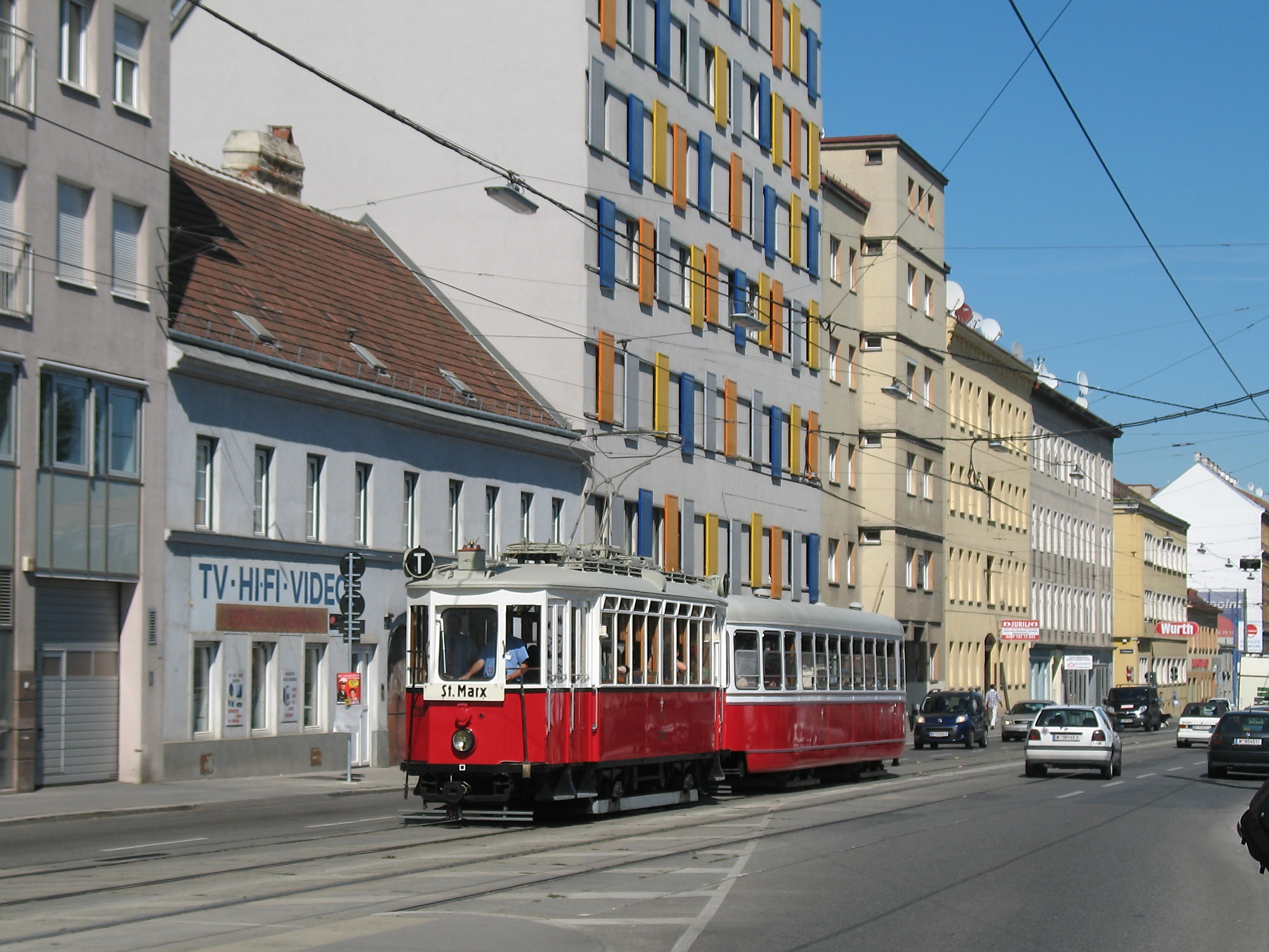
„Halbstarker“ Zug (Tramwaytag 2011, Museumsfahrzeuge)